# Pinelema xiushuiensis
Pinelema xiushuiensis es una especie de araña araneomorfa del género Pinelema, familia Telemidae. Fue descrita científicamente por Wang & Li en 2016.

## Distribución geográfica
Habita en China.